# Нуланс, Жозеф
Нуланс Жозеф (фр. Joseph Noulens; 29 марта 1864 года, Бордо — 9 сентября 1944 года, Сорбетс) — французский политик и государственный деятель, военный министр (1913—1914), министр финансов (1914), министр сельского хозяйства Франции (1919—1920), посол Франции в России (1917—1919).

## Биография
Член Палаты депутатов с 1902 по 1919 год.
Заместитель государственного секретаря по вопросам войны с 3 ноября 1910 г. по 2 марта 1911 г. в правительстве Аристида Бриана.
Военный министр с 9 декабря 1913 г. по 9 июня 1914 г. в правительстве Гастона Думерга.
Министр финансов с 13 июня по 26 августа 1914 г. в правительстве Рене Вивиани. Именно он в качестве министра финансов добился принятия закона от 15 июля 1914 года, установившего общий подоходный налог, тем самым конкретизируя проект Жозефа Кайо, бывшего министра финансов.
Он был назначен послом Франции в Петрограде в мае-июне 1917 года, через несколько недель после Февральской революции, которая привела к отречению российского царя Николая II. После октябрьского захвата власти большевиками, до середины декабря 1917, вместе со всем дипломатическим корпусом Нуланс проводил политику непризнания и игнорирования советской власти. 26.02.1918 Нуланс совместно с послами других стран направил в НКИД РСФСР протест против декретов об аннулировании государственных долгов и о конфискации собственности иностранных подданных. Именно Нуланс в интервью от 23.04.1918 в связи с высадкой японских войск во Владивостоке выставил требование вооружённого вмешательства держав Антанты во внутренние дела России. Ввиду этого 28.04.1918 НКИД направил французскому правительству ноту с требованием отозвать Нуланса. Не получив ответа, Советское правительство отказалось признавать Нуланса представителем Французской республики и объявило его частным лицом. Несмотря на это, Нуланс остался в России и продолжал свою контрреволюционную деятельность. После переезда дипломатического корпуса в Вологду весной 1918 особенно широко развернулась деятельность Нуланса как организатора интервенции стран Антанты и контрреволюционных выступлений внутри страны.
В 1933 году он опубликовав свою книгу «Моя миссия в Советскую Россию», проливавшую свет на эти события.
Министр сельского хозяйства и продовольствия с 20 июля 1919 г. по 20 января 1920 г. в правительстве Жоржа Клемансо.
Президент Франко-польской торговой палаты с 1920 года.
Сенатор Палаты депутатов с 1920 по 1924 год.
В феврале 1922 в ходе подготовки Генуэзской конференции была созвана под председательством Нуланса в Париже конференция кредиторов России. Конференция потребовала, чтобы союзнические правительства не начинали никаких переговоров с Советской Россией, пока она не признает царские долги.
В сентябре 1924 Нуланс в качестве представителя «Общества французских интересов в России» был назначен членом комиссии де Монзи по рассмотрению вопроса о возобновлении сношений между СССР и Францией. В этой комиссии он снова требовал уплаты Советским правительством всех старых долгов.
В 1933 году издал книгу «Моя миссия в России».